# رودولفو بيريرا دي كاسترو
رودولفو بيريرا دي كاسترو (12 أبريل 1995 في البرازيل - ) هو لاعب كرة قدم برازيلي في مركز حراسة المرمى. لعب مع نادي بوا إيسبورت.

## وصلات خارجية
- رودولفو بيريرا دي كاسترو على موقع قاعدة بيانات كرة القدم.إي يو (الإنجليزية)
- رودولفو بيريرا دي كاسترو على موقع Soccerway.com (الإنجليزية)